# Weit
Weit je naselje v Občini Trg v Okraju Trg na Koroškem v Avstriji.